# Ouragan Irma
Pour les articles homonymes, voir Irma.
L’ouragan Irma est le dixième cyclone tropical de la saison cyclonique 2017 dans l'océan Atlantique nord, le deuxième ouragan majeur (catégorie 3 ou plus), ayant atteint la catégorie 5 sur l'échelle de Saffir-Simpson, après l'ouragan Harvey de  catégorie 4 survenu une semaine auparavant. Il était l'ouragan à rester classé en catégorie 5 pendant la plus longue période continue à ce moment.
Il s'est développé à partir du 30 août et est devenu post-tropical le 12 septembre 2017. Après la saison 2019, il était encore le troisième plus puissant ouragan enregistré dans l'Atlantique nord, par la vitesse de ses vents soutenus (287 km/h), après les ouragans Allen (305 km/h) en 1980 et Dorian (295 km/h) en 2019. Il causa des dégâts catastrophiques dans les îles de Barbuda, Saint‑Barthélemy, Saint‑Martin, Anguilla et les Iles Vierges, éprouva sévèrement la côte nord de Cuba et obligea la Floride à mettre en place l'évacuation de plus de six millions d'habitants. Les dégâts ont été évalués à près de cent milliards de dollars.
Le 12 avril 2018, l'Organisation météorologique mondiale retire le nom Irma de la liste officielle des cyclones. Il sera remplacé par Idalia en 2023.

## Évolution météorologique

Animation dans l'infrarouge de l'évolution d’Irma en ouragan de catégorie 5, le 5 septembre 2017 à l'approche des Antilles.

Une semaine après Harvey, Irma se forme le 30 août 2017 au large de l'Afrique, à partir d'une onde tropicale comme une tempête tropicale classique, puis devient un ouragan capverdien rapidement classé en catégorie 3, sur l'échelle de Saffir-Simpson. L'ouragan Irma, avec des vents allant jusqu'à 295 km/h selon l'estimé d'un avion de reconnaissance, devient le deuxième cyclone le plus puissant enregistré dans l'Atlantique nord après Allen en 1980 (vents allant jusqu'à 350 km/h). Dans son rapport final paru en mars 2018, le National Hurricane Center (NHC) ramène cependant les vents soutenus maximums à 287 km/h.
Le 5 septembre 2017, Irma (500 km de diamètre, vents de 279 km/h), sa superficie est estimée à 335 000 km2 environ, recouvrant la quasi-totalité de la France métropolitaine s'il y était, est désormais classé en catégorie 5 — le niveau le plus élevé sur l'échelle de Saffir-Simpson. Il s'approche des îles Saint-Martin et Saint-Barthélemy, qui sont placées en alerte violette — le niveau le plus élevé. Les météorologues l'annoncent comme particulièrement puissant — considéré comme un « supercyclone [...] dévastateur [...] car lent » —
Le 6 septembre, l'œil du cyclone, d’environ 50 km de diamètre, entraînant des vagues de 6 à 8 mètres de haut, touche vers 2 heures du matin le nord des Petites Antilles et passe directement sur Antigua-et-Barbuda — frappant principalement l'île de Barbuda — puis se dirige successivement vers les îles Saint-Barthélemy, Saint-Martin, Saint-Christophe-et-Niévès, Anguilla et les îles Vierges britanniques, qu'il dévaste.
Le 6 septembre, sa trajectoire estimée le porte vers le nord de Porto Rico, de la République dominicaine et d'Haïti puis entre Cuba et les Bahamas, pour atteindre la Floride et Miami aux alentours du 10 septembre. Les autorités des différents pays lancent des alertes à leurs populations. En Floride, le gouverneur Rick Scott ordonne l'évacuation obligatoire des touristes et des 80 000 résidents des Florida Keys. Les autorités de Cuba déclarent l'état d'alerte dans toutes les provinces orientales du pays tandis que le Premier ministre des Bahamas, Hubert Minnis, décide de l'évacuation de six îles du Sud de l'archipel — Mayaguana, Inagua, Crooked Island, Acklins, Long Cay et Ragged Island vers Nassau, ce qui constitue la plus grande opération de ce type dans l'histoire du pays.
Le 7 septembre, après avoir longé l'île d'Hispaniola à environ 100 km au nord des côtes, Irma — toujours en catégorie 5 après plus de 48 h — passe sur les îles Turks-et-Caïcos puis remonte l'ensemble des îles des Bahamas. Les modélisations des nouvelles trajectoires établies par le National Hurricane Center poussent les autorités du comté de Miami-Dade — le plus peuplé de la Floride — à décréter l'évacuation obligatoire d'environ 650 000 personnes vivant dans les zones côtières ou inondables avant l'arrivée du cyclone, le gouverneur de la Géorgie ordonne l'évacuation de 500 000 personnes situées en zone à risque.
Après 72 heures en continu en catégorie 5 — soit une durée record absolue depuis le suivi scientifique des systèmes tropicaux —, l'ouragan est déclassé en catégorie 4 (avec des vents à 240 km/h).

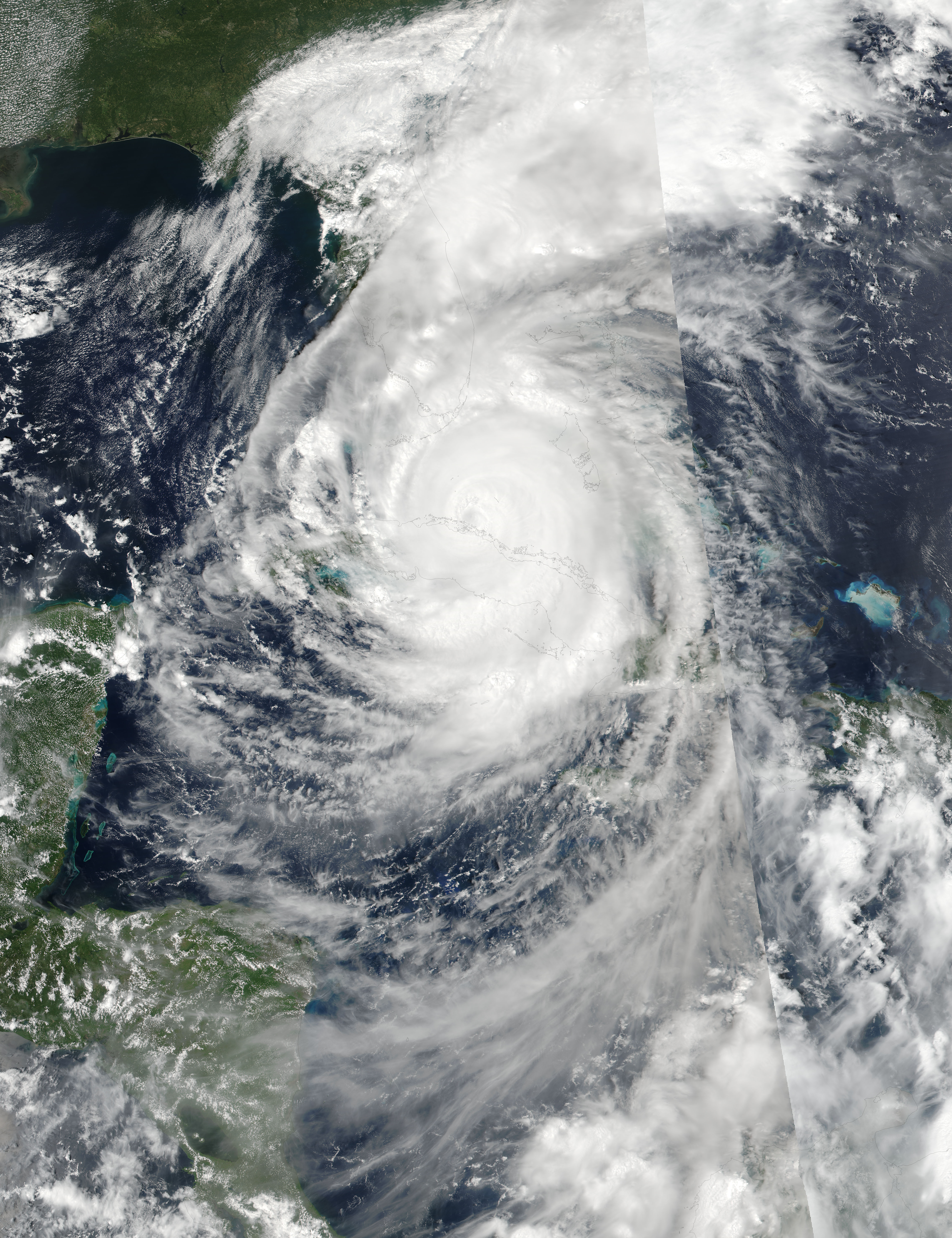
Irma passant sur Cuba, le 9 septembre 2017.

Le 8 septembre au matin, il passe sur le Sud-Est des îles Bahamas, entraînant la décision des autorités de Cuba d'ordonner l'évacuation de plus de 50 000 touristes des zones nord de l'île. Les autorités de Floride ordonnent l'évacuation supplémentaire de 155 000 personnes vivant dans le comté de Palm Beach (ainsi que des résidents et du personnel de Mar-a-Lago, la résidence secondaire « officielle » du président Donald Trump), portant l'ensemble des évacués dans l'État à plus d'un million de personnes.
Irma continue son parcours vers l'ouest-nord-ouest dans le couloir entre les Bahamas et Cuba. L'ouragan infléchit sa trajectoire vers la côte cubaine — ce qui déclenche l'évacuation obligatoire d'un million d'habitants des provinces de Camagüey et de Villa Clara, qu'il longe au plus près.
Le 9 septembre, l'ouragan Irma, reprenant de la vigueur — avec une énergie emmagasinée (évaluée à 112 térajoules) similaire à celle de l'ouragan Katrina —, est de nouveau classé en catégorie 5. En conséquence, les autorités de la Floride étendent désormais l'ordre d'évacuation à près de 6 millions d'habitants de l'État. L'ouragan continue à se décaler vers l'ouest de Cuba — parcourant toute la province de Villa Clara et de Matanzas — qu'il noie sous des trombes d'eau avant de s'orienter vers le nord. Au contact des eaux du golfe du Mexique, il regagne en intensité pour repasser en catégorie 4.
Au matin du 10 septembre, il aborde le Sud de la Floride, en frappant les Keys à Cudjoe Key avec des vents allant jusqu'à 215 km/h puis l'ouragan se déplace vers le nord-nord-ouest atteignant les côtes occidentales de la péninsule floridienne, pour toucher Fort Myers et Naples, mais évite le cœur de la Floride. Les dégâts sont moins importants qu'initialement redoutés.
Le 11 septembre Irma, rétrogradé en tempête tropicale, touchait le sud de la Géorgie avec des vents faiblissant à 85 km/h, et finissait sa route le mardi 12 septembre en Alabama.

Boucle satellite des ouragans Irma puis Jose, prises du 2 au 9 septembre 2017.
Boucle satellitaire montrant les ouragans Irma suivi de Jose à droite, alors que l'ouragan Katia est près de la côte mexicaine.

## Impacts
| Région                           | Morts directs | Dégâts (millions $US de 2017) | Réf.   |
| -------------------------------- | ------------- | ----------------------------- | ------ |
| Anguilla                         | 4             | 290                           | [ 25 ] |
| Barbade                          | 1             | NC                            | [ 26 ] |
| Barbuda                          | 3             | 290                           | ,      |
| Saint-Martin et Saint-Barthélemy | 11            | >4 070                        | ,      |
| Saint-Martin (Pays-Bas)          | 4             | 2 500                         | ,      |
| Porto Rico                       | 3             | 1 000                         | ,      |
| Îles Vierges britanniques        | 5             | 3 470                         | ,      |
| Îles Vierges des États-Unis      | 4             | 2 400                         | ,      |
| Cuba                             | 10            | 2 200                         | ,      |
| États-Unis                       | 90            | 50 000                        | ,      |
| Haïti                            | 1             | NC                            | [ 47 ] |
| Saint-Christophe-et-Niévès       | 0             | 19,7                          | [ 48 ] |
| Îles Turques-et-Caïques          | 0             | >500                          | [ 49 ] |
| Total                            | 136           | 67,8 milliards $US            |        |

Aux dégâts engendrés par la puissance et la force du vent, il faut aussi ajouter l'onde de marée qui provoque une élévation du niveau de la mer (1 à 2 mètres) particulièrement dévastatrice dans les îles plates et les fortes précipitations (200 à 300 mm) qui provoquent de fortes inondations. À ces dangers météorologiques s'ajoutent ceux engendrés par les humains : insécurité, vols et pillage.

### Barbuda
Ne doit pas être confondu avec Barbade.
Antigua-et-Barbuda sont les premières terres que l'ouragan touche tôt dans la nuit du 5 au 6 septembre provoquant des dégâts matériels très importants, en particulier sur l'île de Barbuda – dont l'absence de relief l'expose à des risques d'inondations majeures par submersions marines – qui voit ses principaux moyens de communication coupés. Douze heures après le passage du cyclone, l'île de 1 500 habitants n'a pas donné la moindre nouvelle directe aux autorités du pays ; en conséquence le premier ministre Gaston Browne décide de se rendre sur place dans la soirée à Barbuda et constate, dans un message radio, que toutes les infrastructures de l'île ont été totalement détruites (ports, aéroport, routes, hôpital, écoles, moyens de communication...) [et que] 60 % de la population est sans abri ».
Avec l'approche de l'ouragan Jose, il est décidé de l'évacuation obligatoire des habitants de Barbuda vers l'île d'Antigua. Huit cents d'entre eux acceptent et sont transférés. Alors que l'arrivée du cyclone en catégorie 4 est prévue pour passer à environ 50 km au nord de ses côtes dans la nuit du 9 au 10 septembre, l'île Barbuda est finalement relativement épargnée par Jose après un soudain changement de trajectoire vers le nord.
Dix jours après Irma, Les autorités annoncent un bilan de 3 victimes et 95 % des habitations détruites. Ronald Sanders, l’ambassadeur d'Antigua-et-Barbuda aux États-Unis, déclare : « Pour la première fois depuis 300 ans, Barbuda n'est plus habitée. ». La décision politique d'évacuation a été prise quelques jours après le passage d'Irma, annonçant la volonté d'éviter une reconstruction à la hâte, mais plutôt de privilégier et planifier un respect des standards en matière de construction en zone cyclonique.
Irma est le premier ouragan majeur traversant l'île depuis Luis en septembre 1995.

### Guadeloupe
En Guadeloupe, l'ouragan – dont le centre est passé à environ 110 km au nord de la Grande-Terre – provoque une très forte houle marine avec submersion des zones les plus proches de la côte, mais l'île, qui est restée en alerte rouge durant une douzaine d'heures, ne subit pas de dommages matériels et humains importants. Après le passage d'Irma, 8 000 foyers sont toutefois privés d'électricité et certaines routes sont coupées. Cependant, l'essentiel des réseaux électriques, téléphoniques et routiers sont rétablis moins de 48 h après le passage du cyclone et toutes les écoles et les administrations rouvrent le lendemain.
Au soir du 8 septembre 2017, la Guadeloupe repasse en alerte cyclonique orange avec l'arrivée de l'ouragan Jose qui doit passer le lendemain à 150 km au nord de ses côtes avec des vents attendus à 130 à 150 km/h.

### Saint-Barthélemy et Saint-Martin

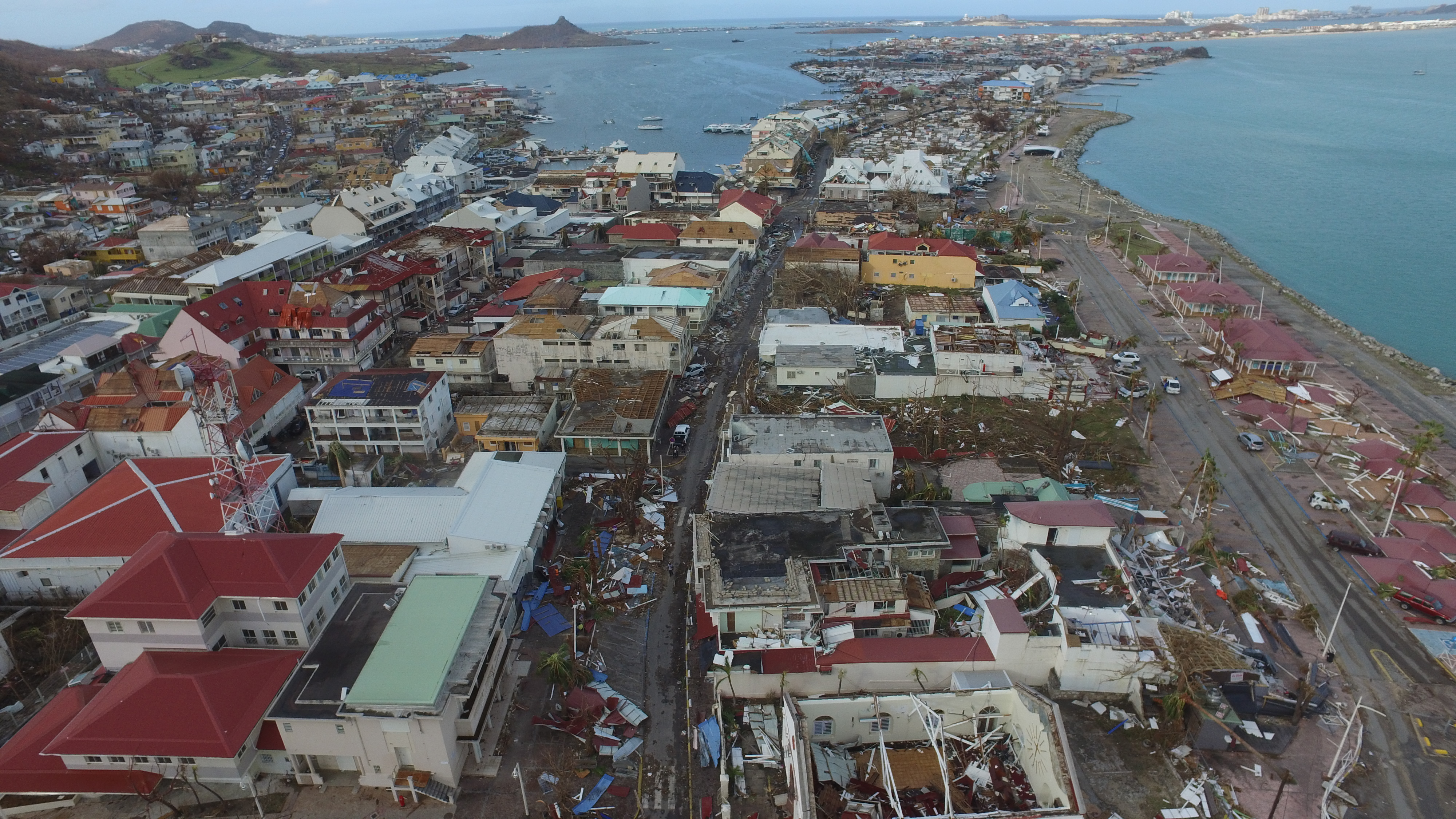
Vue aérienne de Marigot (Saint-Martin) le 9 septembre par ForMiSC.

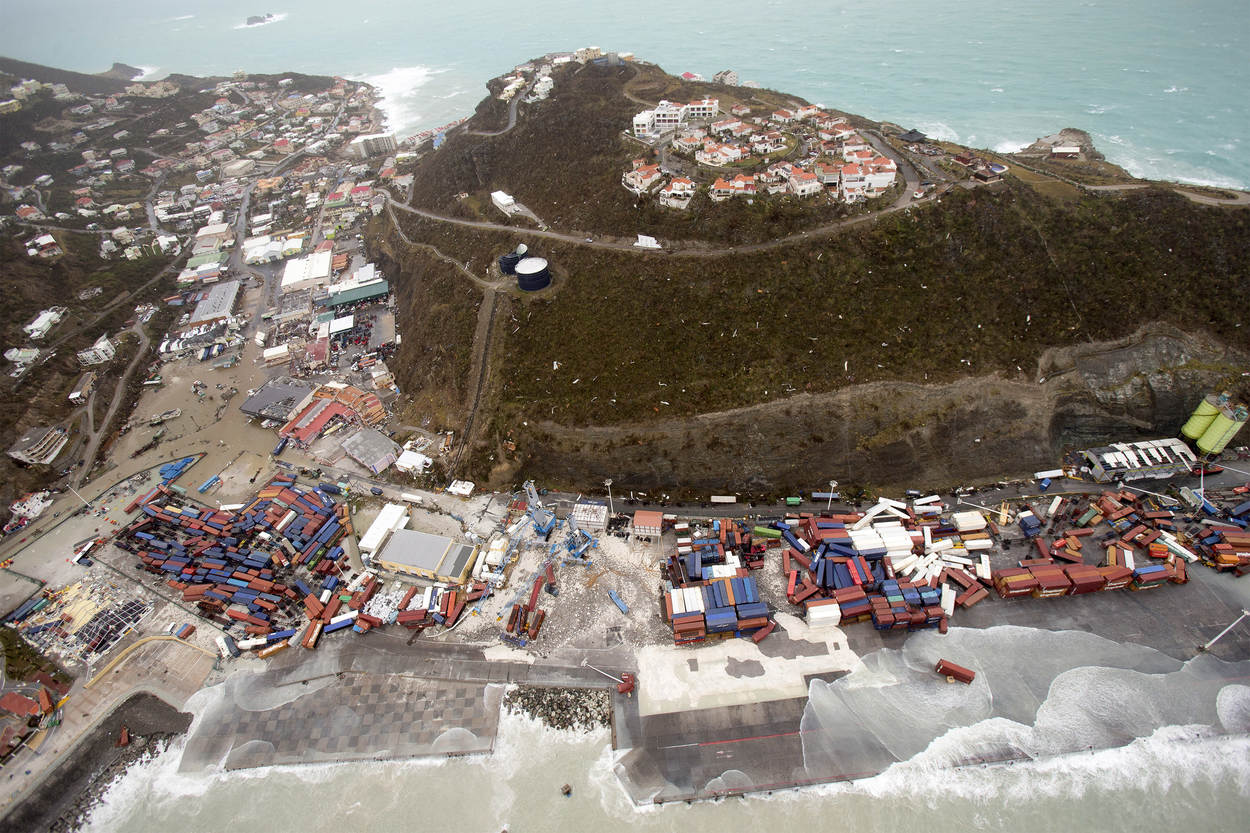
Sint Maarten le 8 septembre.

Saint-Barthélemy et Saint-Martin — qui se trouvaient sur la trajectoire directe de l'œil du cyclone et avaient été placées en alerte maximale (violette) ordonnant le confinement des populations — sont durement touchées par des rafales de vent à plus de 320 km/h pendant plusieurs heures.
La presse télévisée présente des images de chaos qui font penser à un bombardement : rues ensablées, arbres déracinés, voitures encastrées, petites maisons soufflées ou retournées, etc.
Les dégâts matériels sont également majeurs sur les bâtiments en dur — dont des hôtels de luxe à Saint-Barthélemy et l'effondrement du clocher suédois à Gustavia. 12 réserves d’eau sur 15 ont été détruites, l’eau courante n’arrive plus aux robinets,. Les lignes téléphoniques sont privées de relais, les communications téléphoniques ne sont possibles qu’en se rapprochant de l’île britannique voisine Anguilla, à 13 km au nord de Saint-Martin. Un capteur de météo France a enregistré une rafale de vent à 244 km/h avant d'être détruit, et d'importantes inondations touchent les routes et l'aéroport de Saint-Barthélemy en raison de la submersion de la houle avec des vagues d'environ 10 mètres. Les secours (pompiers, gendarmerie et administrations) des deux îles étant eux-mêmes sinistrés, l'aide aux populations est très ralentie,. Les communications et l'électricité sont totalement coupées sur les deux îles en raison des dégâts importants sur les deux centrales thermiques au fioul et, en conséquence, les usines de désalinisation de l'eau – en plus de leurs dégâts propres – sont à l'arrêt ce qui entraîne une absence totale d'eau potable. Au soir du passage de l'ouragan, 85 % des maisons sont détruites ou endommagées et 10 000 personnes sont recensées sans toit à Saint-Martin. La situation de l'habitat à Saint-Barthélemy est nettement moins dramatique. À Saint-Martin, des abris sont proposés aux sinistrés, mais il n’y a que 1 600 places pour 35 000 habitants.
Le principal aéroport de Saint-Martin, l'aéroport Princess-Juliana situé dans la partie néerlandaise de l'île, est sévèrement endommagé et devient impraticable pour acheminer l'aide matérielle, mais l'aéroport de Grand-Case Espérance (dans la partie française), après déblaiement de la piste, reste praticable. Les ports des parties néerlandaise et française sont inaccessibles au lendemain du passage du cyclone, mais sont remis en activité sommaire le 8 septembre après le déblaiement d'urgence des accès nautiques et des quais.
Après un premier bilan ayant fait état de huit morts, le Premier ministre Édouard Philippe indique, lors d'une conférence de presse le 7 septembre, un bilan provisoire ramené à quatre morts dans la partie française de Saint-Martin (aucun à Saint-Barthélemy) et plus de cinquante blessés. Le préfet de la Guadeloupe, Éric Maire, annonce que « peut-être 60 % à 70 % des habitations » sont touchées, inhabitables, tandis que le président du Conseil territorial de Saint-Martin, Daniel Gibbs, déclare que « 95 % de l'île de Saint-Martin est détruite ». Le 8 septembre, le ministre de l'Intérieur, Gérard Collomb, annonce que le bilan est désormais de neuf morts, sept disparus et 112 blessés dans les Antilles françaises,, un total porté le lendemain à dix morts, sept disparus et 247 blessés selon la préfète déléguée Anne Laubies,. Le 3 décembre, le bilan humain définitif est officialisé à 11 morts à Saint-Martin.
Dans la partie néerlandaise de l'île, le ministre de l'Intérieur Ronald Plasterk et les autorités de Sint-Maarten annoncent provisoirement deux tués et quarante-trois blessés dont onze gravement,.
Au soir du 8 septembre 2017, avec l'arrivée de l'ouragan Jose (force 4), les deux îles sont de nouveau en alerte rouge puis violette, interrompant le travail des secours. L'ouragan doit passer à 100 km au nord de leurs côtes avec des vents attendus de 130 à 150 km/h,. Finalement il passe nettement plus au nord et aucun dégât supplémentaire n'est constaté.
En mars 2018, le coût du passage d’Irma est évalué à 3 milliards d’euros pour les seules îles de Saint-Martin et Saint-Barthélemy.
En cent ans, Irma fait partie des trois plus violents ouragans touchant ces deux îles françaises depuis Donna en 1960 et Luis en 1995.

### Martinique
Le passage de l'ouragan Irma durant la nuit du 5 au 6 septembre provoque également des dégâts légers en Martinique. Les rafales de vent et les chutes d'arbres endommagent des lignes électriques, privant environ 2 000 foyers d'électricité (ce qui représente 1 % des foyers martiniquais) et des inondations obligent à la fermeture de quelques services publics.

### Anguilla
L'île d'Anguilla – territoire britannique d'outre-mer – est ravagée après le passage de l'ouragan qui endommage très fortement l'essentiel des bâtiments publics (lycée et hôpital détruits), des infrastructures routières, maritimes et aériennes (l'aéroport Clayton J. Llyod est inutilisable) et fait un mort. John McKendrick, attorney general de l'île, déclare que 90 % des habitations sont touchées, la plupart des routes bloquées par des chutes d'arbres et tous les réseaux hors service (électricité, eau, communications).
L'absence de mise en place d'une aide d'urgence de la part du gouvernement britannique a été vivement critiquée par les autorités locales qui considèrent que les 17 000 habitants de l'île sont délaissés à l'approche d'un second ouragan,.

### Îles Vierges britanniques
Après le passage d'Irma en fin de journée le 6 septembre, les îles Vierges britanniques (IVB) sont significativement touchées, tant au niveau des maisons individuelles et des commerces que de certaines infrastructures. L'île de Tortola, la plus importante de l'archipel qui se trouvait sur le trajet direct de l'œil du cyclone, est particulièrement dévastée au niveau des dégâts matériels,,. L'électricité et les communications dans l'archipel sont entièrement coupées, avec de gros problèmes de déplacements dans certaines parties montagneuses des îles,. Une centaine de prisonniers dangereux s'évadent de la prison partiellement détruite.
Un bilan encore provisoire publié par les autorités des IVB fait état de quatre, ou cinq morts et d'un grand nombre de disparus.

### Îles Vierges des États-Unis
Les effets d’Irma dans les îles Vierges américaines ont été les plus prononcés sur les îles de Saint Thomas, où au moins 305 mm de pluie sont tombés, et de Saint John. La plupart des maisons furent endommagées ainsi que de nombreuses infrastructures, dont le principal hôpital de l'archipel qui fut totalement détruit nécessitant l'évacuation en urgence des patients. À Saint Thomas, le poste de police et l'aéroport furent lourdement endommagés. À Sainte-Croix voisine, il y a eu des problèmes de communication et des dommages aux infrastructures. Saint John a perdu l'accès aux services de traversier et de fret, ainsi que l'accès à l'aéroport local.
Les autorités des îles Vierges des États-Unis annoncèrent que quatre personnes étaient mortes sur les îles Saint Thomas et Saint John,. Les dommages totaux pour le territoire furent estimés à au moins 1,1 milliard de dollars américains.

### Porto Rico
À l'approche de l'ouragan, alors que l'état d'alerte est déclaré dans l'État associé où la garde nationale est mobilisée, deux personnes meurent en raison des importantes précipitations qui s'abattent sur l'est de l'île : l'un à Orocovis en tombant de son toit, l'autre foudroyé près de Ponce au sud (avec trois blessés).
L'ouragan passe finalement plus au nord de l'île (à environ 80 km des côtes), entrainant vents violents et inondations locales, mais ne frappe pas directement le territoire qui subit toutefois d'importantes coupures d'électricité – avec près d'un million de personnes sans courant –, détruit 50 % des 1 600 relais téléphoniques de l'île et laisse 50 000 personnes sans eau au lendemain de son passage. Les îles de Culebra et de Vieques, situées au nord-est de Porto Rico, et dans une moindre mesure la municipalité de Fajardo à l'est, sont les plus touchées matériellement. De plus, trois personnes trouvent la mort de manière plus ou moins directement associées aux conditions cycloniques.

### République dominicaine
Le passage de l'ouragan à environ 100 km des côtes de l'île évite des dégâts catastrophiques mais la République dominicaine subit de très fortes pluies, crues soudaines, et inondations par submersion de la houle — principalement dans la province de Puerto Plata —, avec des dommages matériels rapportés pour les complexes touristiques de Cabarete et de Sosúa entraînant l'évacuation de 5 000 personnes.

### Haïti
Le pays est principalement touché dans le département du Nord-Est par d'importantes précipitations. À la suite de la brusque montée des eaux, l'un des deux ponts sur la rivière du Massacre reliant Ouanaminthe en Haïti à Dajabón en République dominicaine est détruit, alors qu'ils constituent le deuxième plus important point de passage et d'échanges sur la frontière reliant les deux pays. Quelques blessés sont aussi rapportés ainsi que des coupures massives d'électricité dans le nord du pays.
Les humanitaires présents sur place indiquent que les inondations sont le principal problème auquel le nord du pays fait face ainsi que, à court terme, à une très probable reprise de l'épidémie de choléra qui sévit en Haïti depuis 2010. De plus, si le bilan humain a été épargné, les inondations et les vents ont causé d'importants dégâts dans les champs, les cultures vivrières et les stocks – dans cinq régions affectées depuis le Môle-Saint-Nicolas à l'ouest jusqu'à Ouanaminthe à l'est – faisant craindre une crise alimentaire à moyen terme, dans un pays déjà fragile sur ce plan, selon Action contre la faim.

### Îles Turks-et-Caïcos
Irma touche frontalement les îles Turks-et-Caïcos dans la soirée du 7 septembre alors que l'ouragan est toujours en catégorie 5 depuis plus de deux jours. Le gouverneur John Freeman annonce que l'électricité et l'eau sont coupées sur Grand Turk. L'île est submergée par des houles marines massives – avec des vagues de 6 mètres de hauteur – et sur les îles Caïcos, l'aéroport de Providenciales est inondé.
À ce stade aucun mort n'est rapporté, mais treize personnes sont portées disparues sur l'île de Salt Cay qui a été totalement submergée. Une première estimation des dégâts s'élève à 500 millions US$ selon le ministre de l'Équipement Goldway Ewing.

### Bahamas
Rétrogradé en catégorie 4 (avec des vents à 250 km/h, l'ouragan Irma atteint le sud des Bahamas le 8 septembre au matin, en tendant à se décaler vers l'ouest et éviter les principales îles les plus peuplées du nord de l'archipel. Il passe toutefois directement sur les îles basses de Grande Inagua puis d'Acklins en ne provoquant, selon un premier bilan, que des dégâts matériels limités,. Toutefois, sur Inagua 70 % des habitations ont subi des dégâts, des écoles sont détruites, et les installations et stocks de l'entreprise saline Morton Salt sont particulièrement endommagées.

### Cuba
À l'approche de l'ouragan, par le sud-est, les vents et la houle marine montent en intensité avec des inondations côtières se produisant dans les provinces de Holguín et Guantanamo. Irma touche terre dans la nuit du 8 au 9 septembre au niveau de Cayo Romano, avec des vents à 260 km/h pendant plusieurs heures. Oscillant entre les catégories 4 et 5, l'œil du cyclone parcourt à environ 20 km/h toute la côte centrale nord cubaine, à quelques dizaines de kilomètres du rivage, provoquant des inondations et dégâts majeurs dans les provinces de Camagüey et Ciego de Avila.
Ralentissant et perdant en intensité (rétrogradé en catégorie 3) en longeant les terres, l'ouragan Irma tarde cependant à s'orienter vers le nord et poursuit pendant 24h son parcours vers l'ouest de Cuba affectant toutes les cayes de la côte nord et les provinces de Sancti Spíritus, Villa Clara et Matanzas – ses effets se font ressentir jusque sur la côte sud de l'île mais aussi à La Havane.
Dans l'ensemble, Irma aurait causé pour au moins 2,2 milliards de dollars américains (de 2017) en dommages et 10 décès à travers le pays. L'ouragan a aussi directement touché une importante colonie de flamants roses de Cuba à Cayo Coco. Les premiers rapports du Diario de Cuba indiquaient que plusieurs centaines de flamants avaient été tués par la tempête, bien que d'autres estimations allaient jusqu'à plusieurs milliers d'oiseaux,.

### Floride
En se rapprochant du sud de la Floride, l'ouragan Irma, classé catégorie 4, provoque en milieu de journée du 9 septembre les premières coupures d'électricité dans plusieurs comtés du sud-est de l'État. Sa remontée vers le Nord en longeant la côte occidentale de la Floride fait craindre des inondations massives dans quasiment toutes les agglomérations situées sur son parcours, notamment à Tampa, Naples et Fort Myers – trois importantes villes fortement peuplées – en raison de la submersion par la houle et des pluies massives qu'il provoque. Une augmentation du niveau de la mer de cinq mètres au-dessus de la normale, accompagnée de vagues pouvant s'élever jusqu'à dix mètres, est attendue.
Irma provoque rapidement une panne du réseau électrique dans le sud de l'État avec plus de 6,3 million de foyers privés de courant,. 155 000 personnes se sont réfugiées dans les 573 abris de l'État. À Miami les arbres, postes d'électricité ou panneaux de signalisation arrachés. Des vents allant jusqu'à 145 km/h ont balayé la ville et dans le port de Brickell les bateaux sont sous l'eau. Si les dégâts sont spectaculaires, ils ne sont pas catastrophiques.

### Iles Keys
Lorsqu'il aborde les Keys de Floride, le 10 septembre au matin, l'ouragan est reclassé en catégorie 4 depuis son passage dans le détroit de Floride. Les îles sont dans l'axe du passage du cyclone. Les destructions sont particulièrement lourdes dans l'archipel des Keys frappé par des vents de plus de 215 km/h. Le gouverneur de l'État Rick Scott qui a survolé les îles rapporte « Ce que nous avons vu est horrible (...) Nous avons vu beaucoup de bateaux échoués et pratiquement tous les mobile-homes retournés ». La route d'accès vers le continent est impraticable, 75 % des maisons en préfabriqué sont détruites.

## Aide et répercussions
Des Antilles aux États-Unis, le secteur touristique est affecté par l’inquiétude causée par l'ouragan. Des vols de retour d'urgence sont proposés par plusieurs compagnies aériennes avant que tous les aéroports sur sa trajectoire ne soient fermés.

### Petites Antilles

#### Action de l'État français et situation à Saint-Martin et Saint-Barthélemy

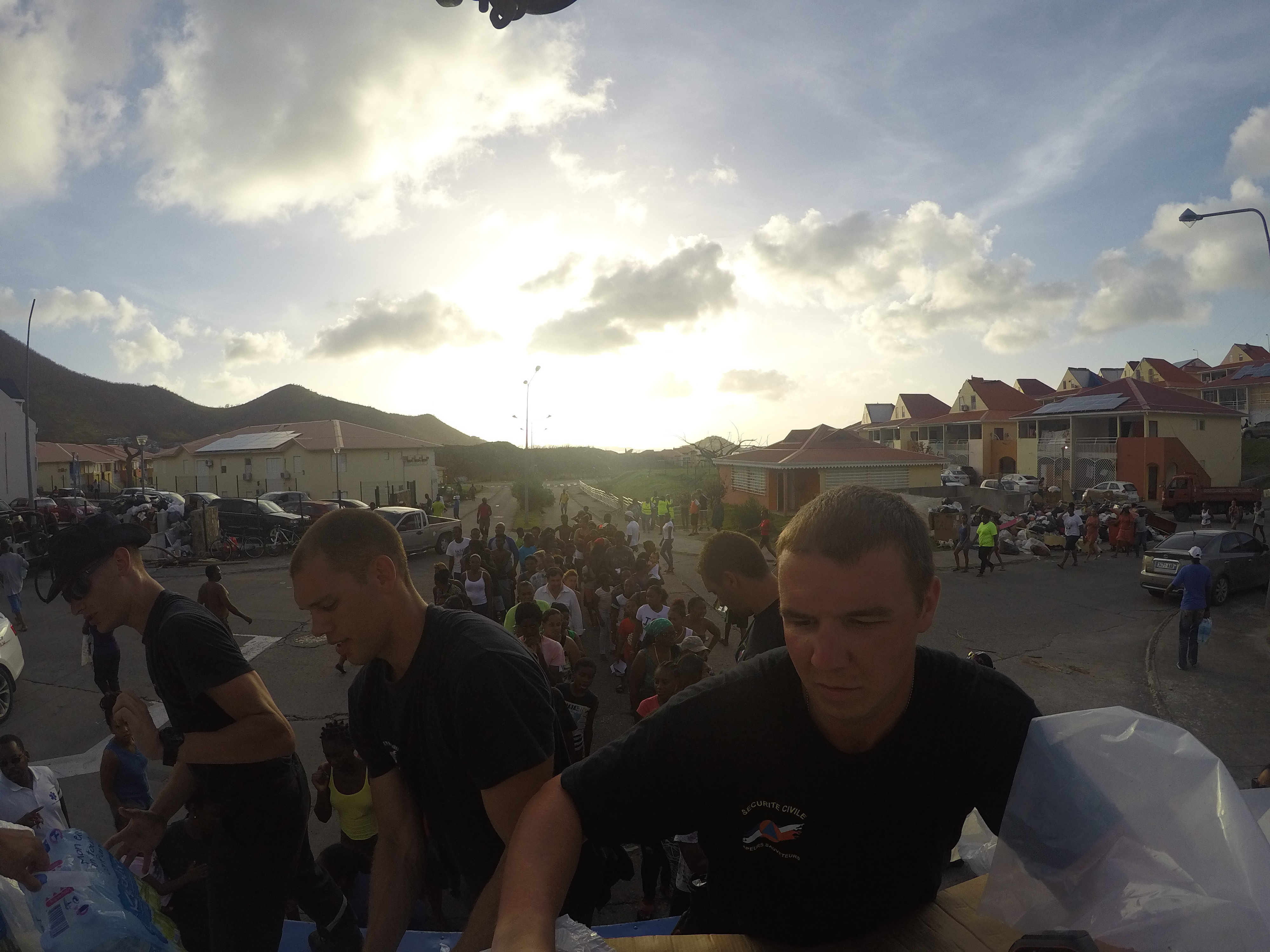
Distribution d'eau dans le quartier de Concordia, Marigot, par les sapeurs-sauveteurs du RIISC 1, le 11 septembre 2017.

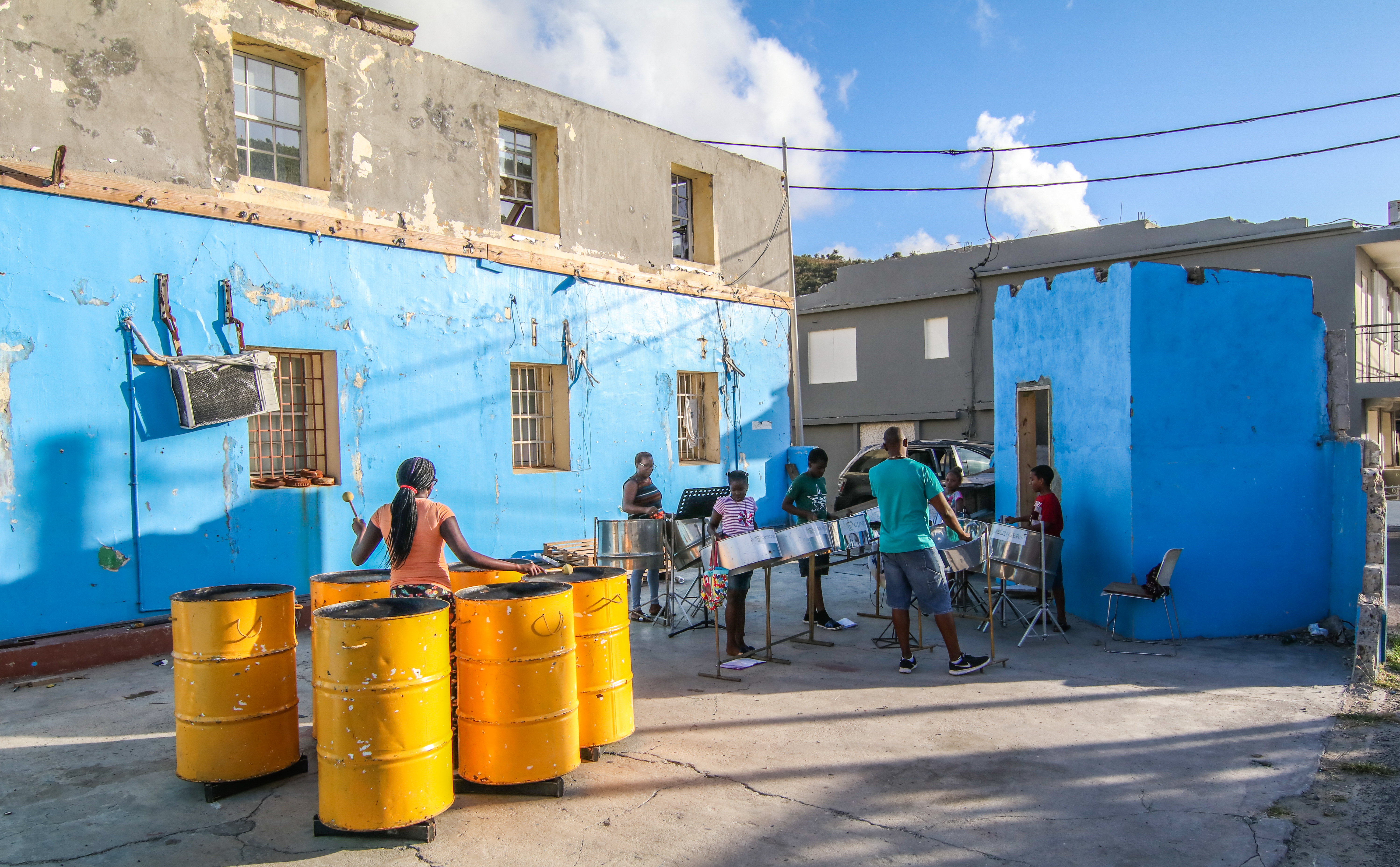
L'ouragan Irma a soufflé le toit de la salle de répétition de joueurs ou joueuses de steel drum à Grand-Case, Saint-Martin. Mars 2018.

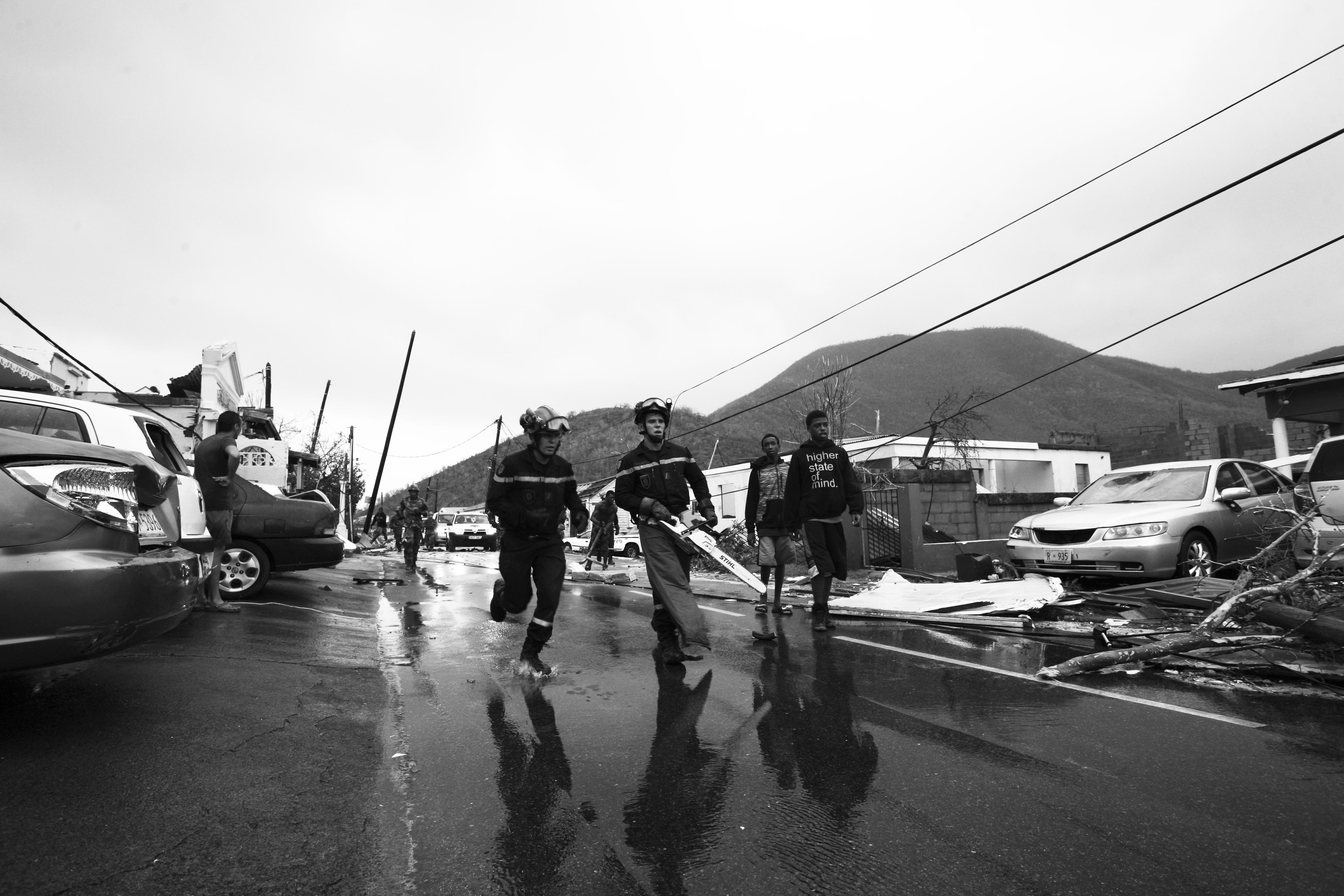
Secouristes en action au lendemain de l'ouragan Irma

Le 4 septembre, les Forces armées aux Antilles prépositionnent des hommes et du matériel du génie. Le même jour, EDF envoie des équipes supplémentaires sur les deux îles et met en réserve 140 tonnes de matériel (groupes électrogènes et moto-pompes) et du personnel pour venir en aide aux équipes locales afin de suppléer l'arrêt éventuel des deux centrales thermiques. Dans le même temps, la France envoie également un détachement des Formations Militaires de la Sécurité Civile (ForMiSC) en pré-positionnement sur les îles de Saint-Barthélemy et Saint-Martin.
Le 6 septembre, la ministre française des Outre-mer, Annick Girardin, annonce que la Guadeloupe servira de base logistique pour l'acheminement et la gestion de l'aide matérielle et humaine aux îles du Nord et se rend à Pointe-à-Pitre le même jour pour coordonner les secours. La région Guadeloupe mobilise un comité technique opérationnel pour organiser l'aide aux îles du Nord en coordonnant les différents acteurs étatiques et les associations pour l'évaluation des dégâts, la gestion logistique de l'aide, de son acheminement, et de la récolte des dons. À Paris, une cellule de crise interministérielle est activée place Beauvau sous la direction du Premier ministre français Édouard Philippe, rejoint dans la soirée par le Président Emmanuel Macron.
Le 7 septembre, un escadron de 105 gendarmes mobiles est projeté depuis la Guadeloupe vers Saint-Martin (90 personnels) et Saint-Barthélemy (15 personnels) pour faire face aux troubles à l'ordre public et participer aux secours en prêtant main-forte aux 170 gendarmes saint-martinois. Ils sont accompagnés par des pompiers, de vingt médecins de la réserve sanitaire et des équipes cynophiles pour la recherche d'éventuelles victimes sous les décombres. De plus, un pont aérien est établi entre la Guadeloupe et Saint-Martin afin d'acheminer de l'eau et « 100 000 rations de combat » pour la population, ce qui représente quatre jours de vivres. Les forces armées françaises procèdent à des reconnaissances aériennes et envoient deux frégates, le Ventôse et le Germinal, basées à Fort-de-France, à Saint-Martin et Saint-Barthélemy avec un chargement de fret de première urgence.
Dans la soirée du 7 septembre, Orange rétablit les communications mobiles sur les deux principaux bourgs (Marigot à Saint-Martin et Gustavia à Saint-Barthélemy) et instaure pour une semaine la gratuité des communications sortantes. Un pont aérien est établi dans le même temps entre la Guadeloupe, la Martinique et l'aéroport de Grand-Case à Saint-Martin. Il est assuré par des rotations d'un appareil de transport militaire CASA CN-235, de trois hélicoptères militaires Puma, de trois hélicoptères du Ministère de l'intérieur, et la réquisition de quatre avions civils (deux ATR et deux Twin Otter qui sont les seuls à pouvoir atterrir compte tenu de l'état des pistes). Ils pratiquent l'évacuation des blessés les plus graves (vingt personnes dont huit en urgence absolue,) vers l'hôpital de Pointe-à-Pitre. Les frégates militaires peuvent également débarquer, lors de trois rotations, du matériel de première nécessité dans le port dont les infrastructures endommagées restent partiellement utilisables. Une rotation de deux barges des compagnies pointoises Caribdésir – les Gwo Ka’ et Transud’ a lieu sur réquisition des autorités.
Le 8 septembre, l'état de catastrophe naturelle est décrété par le Gouvernement français pour les îles de Saint-Martin et Saint-Barthélemy. Dans la journée les blocs opératoires des hôpitaux de Saint-Martin et Saint-Barthélemy sont de nouveau opérationnels. Dans la soirée les responsables d'EDF annoncent avoir remis en place une « électricité d'urgence » avec le redémarrage de l'un des deux moteurs de la centrale de Saint-Martin (qui alimente l'hôpital) et des deux moteurs de celle de Saint-Barthélemy (qui alimente l'hôpital, l'aéroport, et l'usine de dessalement). L'évacuation des personnes prioritaires (blessés, femmes enceintes et enfants de moins de deux ans – soit environ un total de 300 personnes) se déroule, en plusieurs rotations, les 8 et 9 septembre dans un contexte local très tendu,,. La presse fait état de témoignages concordants selon lesquels des gangs armés enfoncent les portes de certaines habitations en disant « Dehors, les Blancs. »
Annick Girardin, arrivée à Saint-Martin, indique avoir assisté à des pillages « sous plusieurs formes », dont « des pilleurs de télévisions »,. Les militaires interrogés évoquent principalement des pillages de « première nécessité et de survie », pour pouvoir manger et boire et, plus ponctuellement, des individus commettant des vols « de manière opportune ». La présidente et le procureur de la juridiction de Basse-Terre sont dépêchés à Saint-Martin pour assurer la « permanence pénale [en raison] d'un certain nombre d'actes de délinquance, de pillages » constatés. La préfecture locale des deux îles décrète un couvre-feu de 19h à 7h applicable à la population, du samedi 9 au mercredi 13 septembre.
Le 9 septembre, un avion A400M effectue son baptême de mission humanitaire en assurant plusieurs rotations entre la Métropole, la Guadeloupe et la Martinique pour l'apport de matériel lourd (dont un hélicoptère Super Puma supplémentaire),.
Au soir du 9 septembre, 1 100 agents de l'État (410 gendarmes, 80 policiers, 100 troupes de marine, 550 marins-pompiers et militaires du RSMA) sont déployés à Saint-Martin et Saint-Barthélemy avant le passage de l'ouragan Jose qui interrompt les vols. L'État-Major des Armées annonce l'appareillage, prévu pour le 12 septembre du porte hélicoptère, BPC Tonnerre, avec un bataillon de marins pompiers de Marseille, pour une arrivée sur zone vers le 20 septembre. Il doit servir de plateforme à la deuxième phase d'action avec l'apport de matériel lourd de terrassement, de capacités de fret, de chalands de débarquement et d'une dizaine d'hélicoptères. À l'issue d'une réunion interministérielle, le Premier ministre Édouard Philippe annonce l'envoi de 250 gendarmes supplémentaires, dont quinze du GIGN, ainsi que l'appareillage d'un bateau-citerne d'une capacité de 350 m3 d'eau.
Dans un communiqué du 9 septembre, la Caisse centrale de réassurance annonce une première estimation globale par simulation numérique des coûts liés au passage d'Irma dans les Antilles françaises à 1,2 milliard d'euros, incluant les « dommages aux habitations, aux véhicules et aux entreprises (dont leurs pertes d’exploitation) qui sont couverts par le régime d’indemnisation des catastrophes naturelles », soit l'un des plus importants sinistres survenu en France depuis 35 ans. Ces chiffres ne concernent que les assurés, soit 40 à 50 % seulement des habitants de Saint-Martin et 60 à 70 % des habitants de Saint-Barthélémy.
Le 10 septembre, Radio France met en place une station radio d'urgence nommée « Urgence Info Îles du Nord », sur la fréquence 91.1 FM à Saint-Martin dans un premier temps, et sur internet. La station, animée par les équipes de Franceinfo à Paris, diffuse en concertation avec les autorités un programme spécifique avec « des messages à destination des populations sur la météo, la sécurité, la distribution des rations alimentaires et de l'eau, l'état des réseaux, le rétablissement des liaisons commerciales et les messages sanitaires ».
Le 13 septembre, la Croix-Rouge Française, en partenariat avec la fondation Airbus, affrète un A350 chargé de matériel (1200 lits de camps, des groupes électrogènes...) et de près de 70 secouristes (dont 1 médecin et 1 infirmier).
Le 14 septembre 2017, Philippe Gustin est nommé délégué interministériel pour la reconstruction des îles de Saint-Barthélemy et de Saint-Martin.
Une opération de secours dans les Antilles en lien avec le Royaume-Uni et les Pays-Bas, baptisée Opération Albatros, est mise en œuvre.
Le 15 octobre 2017, soit 5 semaines après le passage de l'ouragan, EDF annonce que l'électricité est entièrement rétablie à Saint-Barthélemy et sur la partie française de Saint-Martin.

#### Action des Pays-Bas à Sint-Maarten
Le gouvernement des Pays-Bas dépêche sur zone, le 7 septembre, des forces militaires navales – le patrouilleur Zeeland et le navire de soutien Pelikaan, – dans la partie néerlandaise de Saint-Martin. Il procède également à l'envoi de deux avions militaires KDC-10 et Hercules C-130 depuis Eindhoven vers Curaçao – dans les îles Sous-le-Vent au sud de la mer des Caraïbes – afin de servir de pont aérien pour l'envoi de vivres vers Sint-Maarten, ainsi qu'à amener sur place des forces militaires (environ 300 hommes) notamment pour lutter contre de « graves problèmes de pillages » signalés par le Premier ministre Mark Rutte. Une coordination avec la cellule de crise française est également mise en place.
Le 8 septembre, les forces militaires hollandaises du Zeeland restaurent les accès portuaires, débarquent les aides de première urgence dans le port de Philipsburg et patrouillent dans les rues pour assurer l'ordre. À l'approche de l'ouragan Jose, les militaires procèdent à des largages par hélicoptère de prospectus demandant aux populations de trouver refuge dans les sites encore disponibles. Le Zeeland doit reprendre la mer pour s'éloigner de l'ouragan Jose et rembarquer, depuis l'île de Saba, une centaine de militaires supplémentaires.
| Dégâts à Philipsburg et patrouille néerlandaise à Sint-Maarten, le 8 septembre. |  | Dégâts à Philipsburg et patrouille néerlandaise à Sint-Maarten, le 8 septembre. |  | Dégâts à Philipsburg et patrouille néerlandaise à Sint-Maarten, le 8 septembre. |
| Dégâts à Philipsburg et patrouille néerlandaise à Sint-Maarten, le 8 septembre. |  |                                                                                 |  |                                                                                 |

Selon Tom Bossert (en) conseiller à la sécurité à la Maison-Blanche, les autorités américaines commencent à évacuer le 9 septembre leurs ressortissants – cinquante femmes et enfants les plus vulnérables réunis à l'American University of the Caribbean (en) à Cupecoy dans la partie hollandaise – présents dans les deux parties de l'île avant l'arrivée du nouveau cyclone désormais classé en catégorie 4 ; leur nombre total est estimé à 5 000. De son côté, le premier ministre de Sint-Maarten William Marlin déclare avoir déjà fait évacuer, vers Curaçao, 1 600 touristes présents sur l'île avant 1 200 autres en attente.

#### Action du Royaume-Uni dans ses territoires d'outre-mer
Sous la pression d'un grand nombre de critiques, parfois virulentes (y compris internes au parlement), quant à la réponse apportée par le gouvernement du Royaume-Uni aux désastres subis par ses territoires d'outre-mer (TOMB),,,,, Alan Duncan, ministre des Affaires étrangères, annonce le 7 septembre l'envoi à Anguilla du navire militaire de transport de chalands et de débarquement RFA Mounts Bay qui se trouve déjà dans la zone Caraïbe ainsi que du porte-hélicoptères HMS Ocean (qui en revanche mettra 10 à 14 jours à arriver sur zone) ainsi qu'une aide d'urgence d'initialement 12 millions £ portée à 32 millions £ après une réunion interministérielle. Les bâtiments britanniques porteront assistance aux sinistrés de territoires britanniques d'outre-mer mais également aux États du Commonwealth du nord des Petites-Antilles (les anciennes colonies d'Antigua-et-Barbuda, Saint-Christophe-et-Niévès ainsi que dans une moindre mesure Montserrat).
Le Mounts Bay est présent à Anguilla le 8 septembre pour débarquer une aide de première urgence, et son personnel (quarante Royal Marines et ingénieurs) pour procéder au déblaiement sommaire de l'aéroport d'Anguilla (qui rouvre dans la journée pour les vols d'urgence) et de certains axes routiers. Cependant, il reprend la mer le jour même pour se diriger vers les îles Vierges britanniques,. Le lendemain, trois avions de la Royal Air Force embarquent du matériel et deux cents Royal Marines depuis la base aérienne de Brize Norton en Angleterre pour la Barbade – dont l'aéroport est praticable pour recevoir des gros-porteurs tels que le C-17 utilisé – afin de rapprocher les hommes et le matériel pour commencer les rotations avec deux hélicoptères Puma transportés vers les TOMB,.

### Antigua-et-Barbuda
Dans un contexte diplomatique international particulier ainsi que politique et sanitaire national extrêmement difficile, le Venezuela affrète, selon certains observateurs, de « manière paradoxale » un avion militaire à Antigua – avec une équipe de trente-quatre personnes et dix tonnes d'équipement de première nécessité (médicaments, matelas) – afin de venir en aide aux réfugiés barbudais. Le président de la Croix-Rouge d'Antigua déclare, quatre jours après le passage d'Irma, que l'île est toujours privée d'électricité, que toutes les infrastructures sont détruites et que Barbuda est « inhabitable ».

### Îles Vierges
Après un entretien téléphonique avec Kenneth Mapp, gouverneur des îles Vierges américaines, le président américain Donald Trump déclare le 8 septembre l'état de catastrophe naturelle pour le territoire rattaché. Les États-Unis redirigent dans la zone Nord Caraïbe, deux navires amphibies l'USS Wasp et l'USS Kearsarge accompagnés du navire de débarquement USS Oak Hill tous pourvus d'hélicoptères lourds pour participer aux missions d'aide humanitaire et d'évacuation des blessés dans tout l'archipel (et au-delà en intervenant à Culebra et Vieques situées à l'est de Porto Rico) ainsi que des patients de l'hôpital de l'île détruit,. Le 8 septembre, les navires débarquent des générateurs électriques, des purificateurs d'eau, de l'essence et des kits cycloniques pour le dégagement des routes ainsi que des troupes du génie militaire pour restaurer le réseau électrique et de la Garde nationale pour l'évacuation et la recherche des disparus. Un bateau de croisière norvégien basé à Miami est réquisitionné et doit arriver le 12 septembre à St. Thomas pour évacuer 2 000 touristes bloqués sur l'île.
Après consultation avec le Premier ministre britannique, Theresa May, le gouverneur des îles Vierges britanniques, Augustus Jaspert (en), déclare l'état d'urgence pour tout le territoire le 8 septembre 2017. Dans la soirée, le RFA Mounts Bay arrive sur zone pour délivrer une aide de première urgence, évaluer les dégâts et participer au déblaiement de quelques axes routiers vitaux, avant de reprendre la mer le 9 septembre à l'approche de l'ouragan Jose laissant aux habitants démunis « un sentiment de frustration » vis-à-vis de la réponse de leur gouvernement,. Celui-ci annonce l'envoi d'une cinquantaine de policiers supplémentaires dans ses TOMB, en particulier aux IVB, pour participer au maintien de l'ordre en raison de l'augmentation importante des pillages constatés,.

### Porto Rico
Le 7 septembre, Ricardo Rosselló, gouverneur de Porto Rico, décrète l'état de catastrophe naturelle pour les îles de Culebra et Vieques. De plus, il prévoit que la réparation des lignes électriques privant de courant près d'un million de foyers prendra des semaines voire des mois en raison de la vétusté et de la fragilité du réseau, auxquelles s'ajoute le contexte particulièrement dégradé de la situation économique de l'île endettée.
Les moyens navals militaires américains dépêchés dans les îles Vierges voisines interviennent également pour porter assistance technique et médicale dans la partie est de l'île.

### Hispaniola
Différentes équipes des Pompiers de l'urgence internationale se mobilisent pour un éventuel départ vers Haïti. Finalement, ils obtiennent l'autorisation de partir pour la République dominicaine, où ils commencent l'établissement d'une base logistique à Punta Cana, mais après le peu de dégâts occasionnés sur l'île décident de partir pour Saint-Martin après un transit à Pointe-à-Pitre.

### Îles Turks-et-Caïcos et Bahamas
Les autorités des îles Turks-et-Caïcos déclarent l'état d'urgence le 8 septembre 2017.

### États-Unis
Deux jours avant l'arrivée d'Irma, les autorités de Floride lancent un nouvel ordre d'évacuation s'étendant désormais à près de six millions de personnes vivant dans le Sud de l'État, provoquant des congestions majeures sur les autoroutes (I-75 et 95) et dans les aéroports,. Par mesure de précaution, les deux centrales nucléaires de l'État (Turkey Point et Ste Lucie) sont arrêtées dans la journée. Le 9 septembre 2017, Brock Long (en), administrateur de la FEMA avertit les habitants de Keys de Floride que leur vie dépendra d'eux-mêmes s'ils refusent d'évacuer et qu'il faudra probablement plusieurs jours avant que les secours leur parviennent après la fin de l'ouragan.

### Organismes et associations internationales

#### Agences spatiales
Le 8 septembre est annoncée l'activation de la Charte internationale Espace et catastrophes majeures qui permet aux agences spatiales participantes de fournir de l'information et des données obtenues de l'espace pour appuyer les efforts humanitaires lors de situations d’urgences causées par des catastrophes majeures.

#### Communauté Internet
Avec les données satellitaires fournies par les agences, et quelques volontaires présents sur les zones sinistrées, la communauté des internautes d'OpenStreetMap se mobilise pour cartographier en urgence les zones dévastées, notamment à Saint-Martin, afin de mettre en libre accès des cartes actualisées des dommages sur le terrain (matériels et routiers) aux organisations qui le souhaitent, telle que la Croix-Rouge qui s'est associée à la démarche depuis quelques années.
Une communauté composée de plusieurs streamers français a créé un marathon sur Twitch.tv pour récolter des fonds et en faire don à la Croix-Rouge, appelé le "Z Event". À l'issue de cet événement, 453 000 euros ont été récoltés.

## Statistiques
Irma a établi certains records d'intensité :
- Il a atteint pour la première fois l'intensité de la catégorie 5, avec des vents soutenus de 280 km/h, à 57,7 °O ce qui était le plus à l'est dans l'Atlantique à ce moment-là, battant alors l'ouragan David de 1979[168] ;
- Son intensité maximale de 287 km/h et une pression minimale de 914 hPa le mirent à égalité comme sixième plus intense ouragan dans le bassin Atlantique avec Mitch de 1998 et à Rita de 2005[169] :
- À l'époque, il était l'ouragan le plus puissant jamais enregistré dans l'océan Atlantique en dehors de la mer des Caraïbes et du Golfe du Mexique. Il fut dépassé plus tard par l'ouragan Dorian[170] ;
- Il a atteint l'une des plus longues durées de vents de catégorie 5 et le troisième indice d'énergie cyclonique accumulée (ACE) le plus élevé pour un cyclone tropical dans le bassin Atlantique, avec une valeur de 64,9 unités. Seuls l'ouragan San Ciriaco de 1899 et l'ouragan Ivan en 2004 ont atteint des valeurs plus élevées[171],[172] ;
- Il est l'un des deux seuls ouragans atlantiques à toucher la côte de plusieurs pays à la catégorie 5 (successivement Barbuda, Saint-Martin, îles Vierges britanniques, Bahamas, Cuba, États-Unis), l'autre était Andrew en 1992 qui a frappé à la fois Eleuthera et les États-Unis en tant qu'ouragan de cette intensité[173].

### Lien possible avec le réchauffement climatique
En France, le ministre de l'environnement, Nicolas Hulot, fait le lien avec les prévisions du GIEC qui prévoient ces événements extrêmes comme étant des conséquences probables du réchauffement climatique, et estime que « le pire est devant nous ». Tous les chercheurs ne sont pas unanimes, et certains pensent que ce point de vue est trop sommaire.
Aux États-Unis, Scott Pruitt, directeur américain de l'Agence américaine de protection de l’environnement (EPA) et considéré comme climato-sceptique, refuse le 9 septembre de discuter du réchauffement climatique, en estimant que la priorité est de préparer les secours.

## Retrait et notoriété
Irma est un des sept ouragans capverdiens à frapper les États-Unis continentaux et ayant reçu un nom avant de passer à l’ouest de 35° Ouest. Les autres sont : Donna en 1960, Gloria en 1985, Hugo en 1989, Georges en 1998, Isabel en 2003 et Ivan en 2004.